# Oligotylus ceanothi
Oligotylus ceanothi är en insektsart som beskrevs av Schuh 2000. Oligotylus ceanothi ingår i släktet Oligotylus och familjen ängsskinnbaggar. Inga underarter finns listade i Catalogue of Life.